# تسخیر یون‌نان توسط مینگ
تسخیر یون‌نان توسط مینگ (انگلیسی: Ming conquest of Yunnan) آخرین مرحله در خارج کردن دودمان یوآن مغول توسط دودمان مینگ از چین در دهه ۱۳۸۰ بود.